# Junshirō Kobayashi
Junshirō Kobayashi (小林潤志郎?, Kobayashi Junshirō; Hachimantai, 11 giugno 1991) è un saltatore con gli sci ed ex combinatista nordico giapponese.

## Biografia
In Coppa del Mondo di combinata nordica ha esordito il 10 gennaio 2009 in Val di Fiemme (52°) e ha ottenuto il miglior risultato in carriera il 24 gennaio 2010 a Schonach im Schwarzwald (10° in una gara a squadre; individualmente non ha mai conquistato punti). Al termine della stagione 2009-2010 ha lasciato la combinata per dedicarsi al salto. In Coppa del Mondo ha esordito il 27 novembre 2011 a Kuusamo (9°), subito ottenendo il primo podio (2°). Ha esordito ai Campionati mondiali a Falun 2015, dove si è classificato 25º nel trampolino normale, 13º nel trampolino lungo e 4º nelle gare a squadre dal trampolino lungo.
Il 19 novembre 2017 ha ottenuto a Wisła la sua prima vittoria in Coppa del Mondo; ai Mondiali di volo di Oberstdorf 2018 è stato 29º nella gara individuale e ai successivi XXIII Giochi olimpici invernali di Pyeongchang 2018, suo esordio olimpico, si è classificato 31º nel trampolino normale e 24º nel trampolino lungo; l'anno successivo ai Mondiali di Seefeld in Tirol ha vinto la medaglia di bronzo nella gara a squadre ed è stato 17º nel trampolino normale e 17º nel trampolino lungo, mentre a quelli di Oberstdorf 2021 si è classificato 29º nel trampolino normale e 32º nel trampolino lungo. Ai XXIV Giochi olimpici invernali di Pechino 2022 si è piazzato 27º nel trampolino normale, 24º nel trampolino lungo e 5º nella gara a squadre; ai successivi Mondiali di volo di Vikersund 2022 si è piazzato 33º nella gara individuale e 6º in quella a squadre e ai Mondiali di Planica 2023 è stato 47º nel trampolino normale, 34º nel trampolino lungo e 7º nella gara a squadre. Ai Mondiali di volo di Tauplitz 2024 si è classificato 21º nella gara individuale e 5º in quella a squadre.

## Palmarès

### Combinata nordica

#### Mondiali juniores
- 1 medaglia:
  - 1 oro (sprint a Hinterzarten 2010)

### Salto con gli sci

#### Mondiali
- 1 medaglia:
  - 1 bronzo (gara a squadre a Seefeld in Tirol 2019)

#### Universiadi
- 3 medaglie:
  - 1 oro (gara a squadre mista a Štrbské Pleso/Osrblie 2015)
  - 1 argento (gara a squadre a Štrbské Pleso/Osrblie 2015)
  - 1 bronzo (trampolino lungo a Trentino 2013)

#### Coppa del Mondo
- Miglior piazzamento in classifica generale: 11º nel 2018
- 9 podi (1 individuale, 8 a squadre):
  - 1 vittoria (individuale)
  - 4 secondi posti (a squadre)
  - 4 terzi posti (a squadre)

##### Coppa del Mondo - vittorie
| Data             | Località | Nazione | Trampolino    |
| ---------------- | -------- | ------- | ------------- |
| 19 novembre 2017 | Wisła    | Polonia | Malinka HS134 |